# The Lonely Island
The Lonely Island je americké satirické a komediální trio, složené z Akivy "Kiv" Schaffera, Jormy "Jorm" Tacconeho a Davida Andrewa "Andy" Samberga.
V roce 2007 natočili svůj první film s názvem Hot Rod.

## Historie
Trio se sešlo v dobách, kdy Schaffer, Taccone a Samberg ještě chodili na střední školu, následně spolu začali psát skeče a hudební parodie (jak písně tak i klipy). Vzápětí se dostali do Saturday Night Live.
Debutovali albem Incredibad v roce 2009 — písně a singly byly nahrané v rozmezí let 2005 a 2008, jenomže z důvodu nedostatku času a plného vysazení na SNL bylo album publikováno až v roce 2009).
Z alba pochází úspěšné singly:
- "Natalie's Rap" (w/ Natalie Portman)
- "Iran So Far" (w/ Adam Levine) – skeč SNL, kvůli autorským rozporům nepublikována.
- "Jizz in My Pants" – electro satira podepřená surrealistickým humorem.
- "Shy Ronnie" (w/ Rihanna)
- "I'm on a Boat" (w/ T-Pain) – satiruje (nejenom) hip-hopové hudební klipy a jejich klišé.
- "Dick in a Box" (w/ Justin Timberlake) – skladba se nese v duchu moderního R&B z 90. let (Keith Sweat, Jodeci, R. Kelly) v kombinaci s myšlenkou dát přítelkyni pohlavní úd jako vánoční dárek.

## Styl humoru
Mezi umělce, kteří tuto skupinu ovlivnili, patří Adam Sandler, Chris Farley, Mike Myers, ale také Steve Martin, Monty Python, Mel Brooks a Marx Brothers. Texty obvykle mají element sebepodceňování (příznak amerického židovského humoru), zatímco hudebně jsou ovlivnění styly jako hip hop a Contemporary R&B.

## Diskografie

### Alba
- 2009: Incredibad (Universal Republic) – #13 U.S.
- 2011: Turtleneck & Chain (Universal Republic) – #3 U.S.
- 2013: The Wack Album (Republic)

### Single
- 2006: "Dick in a Box" (feat. Justin Timberlake)
- 2008: "Jizz in My Pants" – #72 U.S.
- 2009: "I'm on a Boat" – #56 U.S.
- 2009: "Like a Boss"
- 2009: "Boombox"
- 2010: "I Just Had Sex" (feat. Akon) – #30 U.S.
- 2011: "We're Back!"
- 2011: "Motherlover" (feat. Justin Timberlake)
- 2011: "Turtleneck & Chain" (feat. Snoop Dogg)
- 2011: "Jack Sparrow" (feat. Michael Bolton) – #69 U.S.
- 2011: "We'll Kill U"
- 2011: "3-Way (The Golden Rule)" (feat. Justin Timberlake a Lady Gaga) – #103 U.S.